# كريوزول
كريوزول هو مركب كيميائي له الصيغة الكيميائية C8H10O2، ويكون على شكل سائل عديم اللون إلى أصفر. يمكن اعتبار الكريوزول المشتق الميثيلي لمركب الجاياكول، أو أحادي ميثوكسي الكريسول.

## الوفرة الطبيعية والتحضير
يوجد الكريوزول طبيعياً في الكريوزوت، إذ يعد المكون الرئيسي فيه. كما يوجد على شكل غليكوسيد في حبوب الفانيليا الخضراء.
يحضر المركب من اختزال الفانيلين باستخدام مسحوق الزنك وبوسط من حمض الهيدروكلوريك. يمكن أن ينتج المركب أيضاً من التفكك الحراري لحمض الفيروليك.

## الخواص
يوجد المركب على شكل سائل عديم اللون إلى أصفر، له رائحة لطيفة تشبه الفانيليا.
يتفاعل الكريوزول مع هاليدات الهيدروجين ليعطي الكاتيكول:

## الاستخدامات
يستخدم كطارد لذبابة تسي تسي.
يستخدم أيضاً في صناعة مبيدات الأعشاب وفي صناعة مستحضرات التنظيف المنزلية وفي صناعة النسيج.